# Sinŭiju
Sinŭiju (în coreeană 신의주시) cunoscut și ca Sinuiju, este un important oraș în Coreea de Nord care are graniță comună cu Republica Populară Chineză. El este un important centru economic în Coreea de Nord, în ciuda faptului că orașul are statut de regiune special administrativă.

## Transport
Sinuiju este avantajat prin faptul că are principala graniță cu China, acest fapt dezvoltându-i foarte mult economia. Principala gară este Sinuiju Cheongnyeon, existând și alte gări în localitățile componente. Transportul public urban din Sinŭiju este format din troleibuze.